# Mario Brkljača
Mario Brkljača (Zagabria, 7 febbraio 1985) è un ex calciatore croato, di ruolo centrocampista. Attualmente è osservatore dell'Hajduk Spalato.

## Carriera

### Club
Inizia la sua carriera nel NK Zagabria, con cui ha giocato dal 2004 al 2008 prima di essere ceduto all'Hajduk Spalato nel gennaio 2009. Nell'estate 2009 si trasferisce in prestito con diritto di riscatto al Cagliari, in Serie A. Al termine del campionato non riscattato torna all'Hajduk Spalato.
Nel gennaio 2012 si trasferisce a titolo definitivo al Sibir' firmando un contratto biennale.
nell'estate del 2014 il giocatore non viene riconfermato, così si accasa in serie b austriaca firmando col Mattersburg.

### Nazionale
Dal 2001 al 2002 inizia la trafila in nazionale giocando 6 incontri con l'under-17, dal 2004 entra in pianta stabile nell'Under-21 giocando 13 partite e segnando 2 gol terminando la sua esperienza nel 2008.

## Dirigente
Dopo il ritiro diventa osservatore per l'area Sud-Est Europa dell'Alavés e successivamente direttore sportivo del Rudeš. Nel 2018 ritorna a fare l'osservatore dell'Hajduk Spalato, squadra in cui militò anche da giocatore.

## Statistiche

### Cronologia presenze e reti in nazionale
| Cronologia completa delle presenze e delle reti in nazionale ― Croazia under 21 | Cronologia completa delle presenze e delle reti in nazionale ― Croazia under 21 | Cronologia completa delle presenze e delle reti in nazionale ― Croazia under 21 | Cronologia completa delle presenze e delle reti in nazionale ― Croazia under 21 | Cronologia completa delle presenze e delle reti in nazionale ― Croazia under 21 | Cronologia completa delle presenze e delle reti in nazionale ― Croazia under 21 | Cronologia completa delle presenze e delle reti in nazionale ― Croazia under 21 | Cronologia completa delle presenze e delle reti in nazionale ― Croazia under 21 |
| Data                                                                            | Città                                                                           | In casa                                                                         | Risultato                                                                       | Ospiti                                                                          | Competizione                                                                    | Reti                                                                            | Note                                                                            |
| ------------------------------------------------------------------------------- | ------------------------------------------------------------------------------- | ------------------------------------------------------------------------------- | ------------------------------------------------------------------------------- | ------------------------------------------------------------------------------- | ------------------------------------------------------------------------------- | ------------------------------------------------------------------------------- | ------------------------------------------------------------------------------- |
| 9-11-2000                                                                       | Samobor                                                                         | Croazia under 21                                                                | 2 – 0                                                                           | Slovenia under 21                                                               | Amichevole                                                                      | 1                                                                               | 60’                                                                             |
| 20-10-2004                                                                      | Palazzolo sull'Oglio                                                            | Italia under 21                                                                 | 3 – 3                                                                           | Croazia under 21                                                                | Amichevole                                                                      | -                                                                               | 51’                                                                             |
| 10-5-2005                                                                       | Pribislavec                                                                     | Croazia under 21                                                                | 3 – 0                                                                           | Ungheria under 21                                                               | Amichevole                                                                      | -                                                                               | 51’                                                                             |
| 16-8-2005                                                                       | Senec                                                                           | Slovacchia under 21                                                             | 4 – 3                                                                           | Croazia under 21                                                                | Amichevole                                                                      | 1                                                                               | 62’                                                                             |
| 14-12-2005                                                                      | Fiume                                                                           | Croazia under 21                                                                | 1 – 1                                                                           | Italia under 21                                                                 | Amichevole                                                                      | -                                                                               | 75’                                                                             |
| 1-3-2006                                                                        | Fiume                                                                           | Croazia under 21                                                                | 2 – 1                                                                           | Danimarca under 21                                                              | Amichevole                                                                      | -                                                                               | 54’ 66’                                                                         |
| 18-5-2006                                                                       | Pau                                                                             | Francia under 21                                                                | 1 – 0                                                                           | Croazia under 21                                                                | Amichevole                                                                      | -                                                                               | 51’                                                                             |
| 1-8-2006                                                                        | Costrena                                                                        | Croazia under 21                                                                | 4 – 1                                                                           | Bosnia ed Erzegovina under 21                                                   | Amichevole                                                                      | -                                                                               | 59’                                                                             |
| 15-8-2006                                                                       | Grosseto                                                                        | Italia under 21                                                                 | 0 – 0                                                                           | Croazia under 21                                                                | Amichevole                                                                      | -                                                                               | 51’                                                                             |
| 3-9-2006                                                                        | Sofia                                                                           | Bulgaria under 21                                                               | 2 – 1                                                                           | Croazia under 21                                                                | Qual. Europeo Under-21 2007                                                     | 1                                                                               |                                                                                 |
| 6-9-2006                                                                        | Fiume                                                                           | Croazia under 21                                                                | 1 – 2                                                                           | Ucraina under 21                                                                | Qual. Europeo Under-21 2007                                                     | -                                                                               | 11’                                                                             |
| 16-5-2008                                                                       | Kuala Lumpur                                                                    | Australia under 21                                                              | 3 – 0                                                                           | Croazia under 21                                                                | Amichevole                                                                      | -                                                                               |                                                                                 |
| 18-8-2008                                                                       | Kuala Lumpur                                                                    | Togo under 21                                                                   | 0 – 1                                                                           | Croazia under 21                                                                | Amichevole                                                                      | -                                                                               |                                                                                 |
| 20-5-2008                                                                       | Kuala Lumpur                                                                    | Croazia under 21                                                                | 0 – 1                                                                           | Cile under 21                                                                   | Amichevole                                                                      | -                                                                               |                                                                                 |
| Totale                                                                          |                                                                                 | Presenze                                                                        | 14                                                                              |                                                                                 | Reti                                                                            | 3                                                                               |                                                                                 |